# Huacas del Sol y de la Luna
La Huaca del Sol y de la Luna son un complejo arqueológico ubicado en la costa norte del Perú, considerado como un santuario moche. Está constituido por un conjunto de monumentos situados a unos cinco kilómetros al sur de la ciudad de Trujillo, en el distrito de Moche. Este sitio arqueológico representó físicamente la capital de la cultura mochica desde el siglo I a. C. hasta el siglo IX d. C.

## Teorías de estos recintos
Hay varias teorías, pero las más convincentes son las que dicen que un edificio fue para política (Huaca del Sol) y el otro para religión (Huaca de la Luna); a los pies de estos recintos, uno de aproximadamente cinco pisos y el otro de diez, se encuentra una ciudad de la clase media o alta.[cita requerida]

## Huaca del Sol
La Huaca del Sol, es un edificio construido con fines administrativos, consistente en una pirámide escalonada de unos 43 metros de altura. Cuenta con 5 grandes terrazas, la mayor de 80 metros de longitud, sobre unas bases de 228 de largo por 136 de ancho y la plataforma de 18 metros de altura, está coronada por una pirámide de 23 metros de alto, que tiene una base cuadrangular de 103 metros de lado.
Esta Huaca fue el centro político administrativo de esta cultura y de vivienda para la alta sociedad moche. La huaca fue parcialmente destruida por los españoles al desviar el cauce del río Moche, dañando una parte importante de la huaca. No se han hecho muchos trabajos arqueológicos, a diferencia de la Huaca de la Luna, por falta de presupuesto. Se usaron 140 millones de adobes.

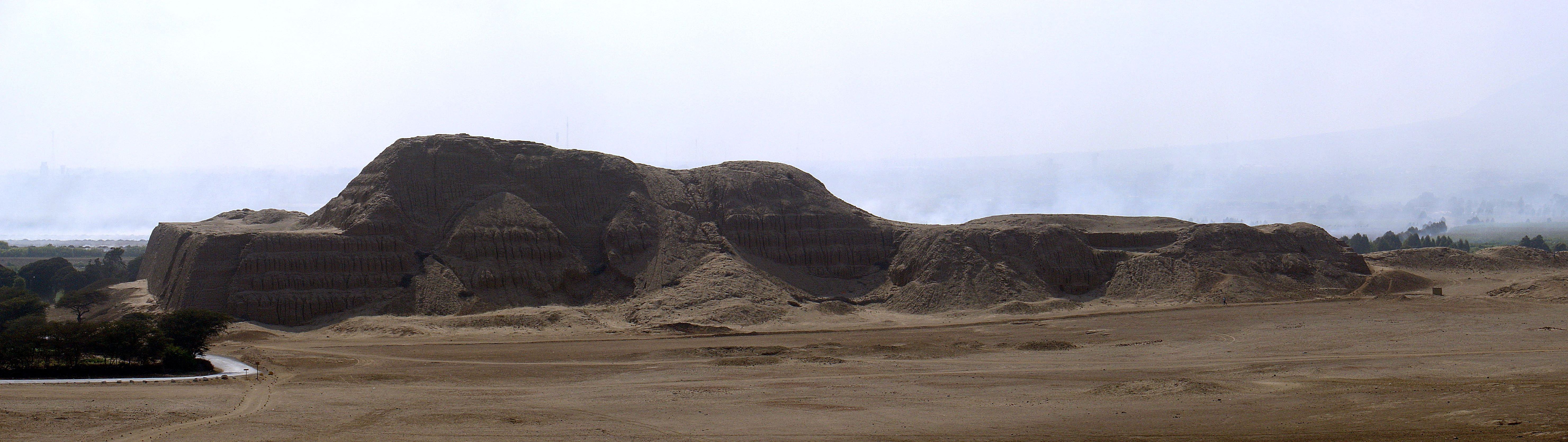
Huaca del Sol, capital política de la cultura mochica.

## Huaca  de la Luna
Está a medio kilómetro de la Huaca del Sol. Esta construcción destaca por tener templos que fueron superpuestos y construidos en diferentes períodos. Tiene una base cuadrada de 87 metros de lado y una altura de 21 metros. En su plataforma superior se levantaban una serie de salas decoradas con figuras humanas.
En un altar ceremonial del último templo construido fueron descubiertos los restos de 40 guerreros sacrificados. Es importante destacar que para esta cultura era un honor inmenso el poder ser sacrificado.[cita requerida]
La Huaca de la Luna conserva interesantes pinturas murales de 5 colores (blanco, negro, rojo, azul y amarillo), los cuales fueron obtenidos de minerales, y relieves donde se puede apreciar la divinidad moche llamada Ai apaec o el dios degollador. Igualmente, es posible visitar los patios y plazas ceremoniales de más de 1500 años de antigüedad.
En la fachada se puede observar que una serie de personajes como la deidad de las montañas con cinturones que terminan en cabeza de cóndor, zorros con cabezas trofeos, pescadores, una serpiente, enormes cangrejos con cuchillos ceremoniales, personajes agarrados de las manos o los sacerdotes de los rituales. Cada figura es relacionada con el culto al agua y a la fertilidad agrícola.
Existe un patio de 10 000 metros cuadrados desde donde la población de las zona urbana circundante podían ver la preparación para el sacrificio de los guerreros, sin embargo el sacrificio propiamente dicho solo podía ser observado por las altas autoridades.

## Núcleo urbano

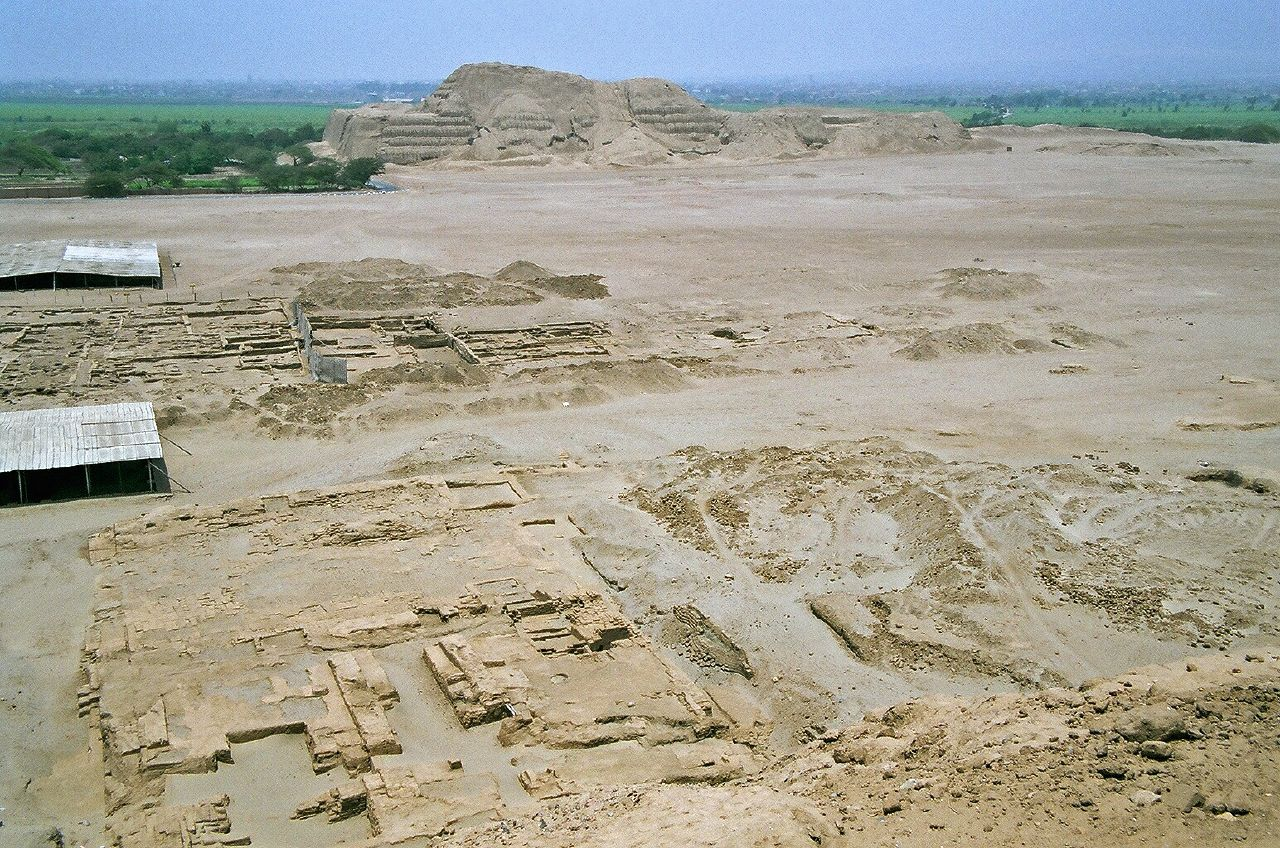
En primer plano, la antigua ciudad de Moche. Al fondo, la huaca del Sol.

Entre ambas huacas se encuentra el núcleo urbano, compuesto por grandes avenidas, viviendas, callejuelas, plazas y corredores. Por ello, se puede afirmar que esta cultura tuvo una alta organización social, política, religiosa y económica.

## Iconografía mochica
La iconografía de esta cultura ofrece, además de los ceramios llamados huaco retratos, o figuras de oro y plata, escenas rituales, de batallas entre guerreros, en donde los derrotados eran conducidos al templo para ser sacrificados y obtener la sangre, símbolo de fertilidad y renovación de su poder. Esta ceremonia no era vista por la gente del pueblo, sino que se trataba de un ritual privado entre los sacerdotes. En este recinto está representado a un Dios que era muy importante para ellos y su cultura.

## Museo de sitio

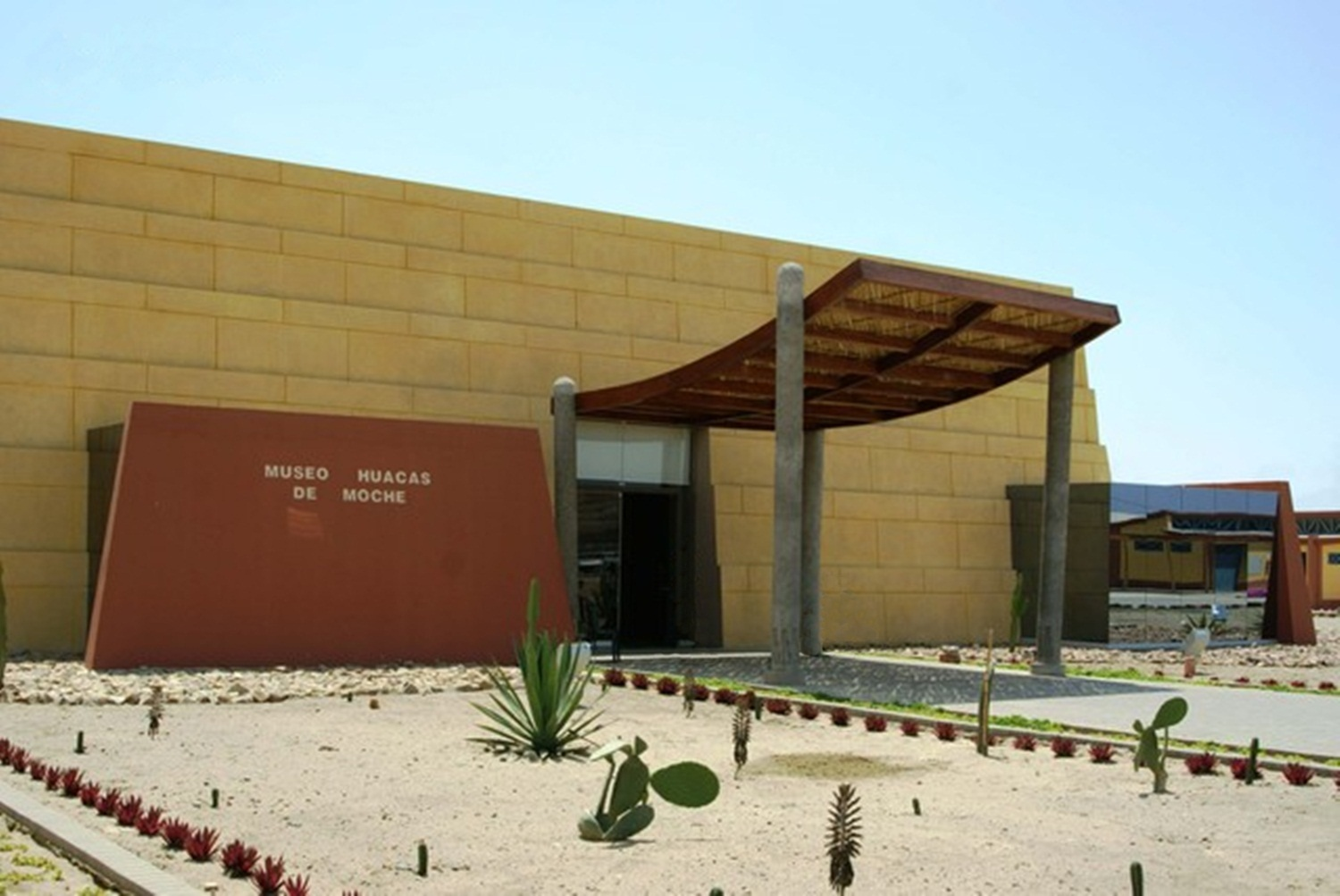
Museo Huacas de Moche.